# Castelo de Kronborg
O castelo de Kronborg está situado perto da cidade de Helsingor na ponta extrema da Zelândia no ponto mais estreito de Öresund, o estreito entre a Dinamarca e a Suécia. Nesta parte, o estreito tem somente quatro quilômetros de largura, daí a importância estratégica de manter um forte nesta posição. O castelo tem, por séculos, sido um dos mais importantes do Renascimento no norte da Europa e foi adicionado à Lista de Patrimônio Mundial da UNESCO em 30 de novembro de 2000.
A história do castelo data de um forte, Krogen, construído em 1420 pelo rei dinamarquês Eric da Pomerânia. O rei insistiu no pagamento de um pedágio (portagem) por todos os navios que desejassem entrar ou sair do Báltico; para reforçar suas demandas, construiu um forte poderoso controlando o estreito do Categate. Este forte consistia em um número de edifícios dentro de uma parede circunvizinha.
Kronborg adquiriu seu nome de hoje em 1585 quando foi reconstruído pelo rei Frederico II em um castelo magnífico do Renascimento, único pela aparência e tamanho na Europa.
Em 1629, um momento de descuido de dois trabalhadores fez com que grande parte do castelo fosse incendiada. Somente a capela foi poupada, miraculosamente, pela força de seus arcos. O rei Cristiano IV da Dinamarca pôs grandes esforços em restaurar o castelo e por volta de 1639 o exterior era outra vez magnífico, mas o interior nunca mais retomou sua glória original.
A conquista sueca de Kronborg em 1658, por Carl Gustaf Wrangel, demonstrou que o castelo estava longe de ser impenetrável. Mais tarde, as defesas foram significativamente reforçadas. De 1688 à 1690, uma linha de defesa avançada, chamada Crownwork, foi adicionada. Pouco depois, uma nova série de muralhas foi construída em torno dela. Após sua conclusão, Kronborg foi considerado o mais seguro forte em toda a Europa.

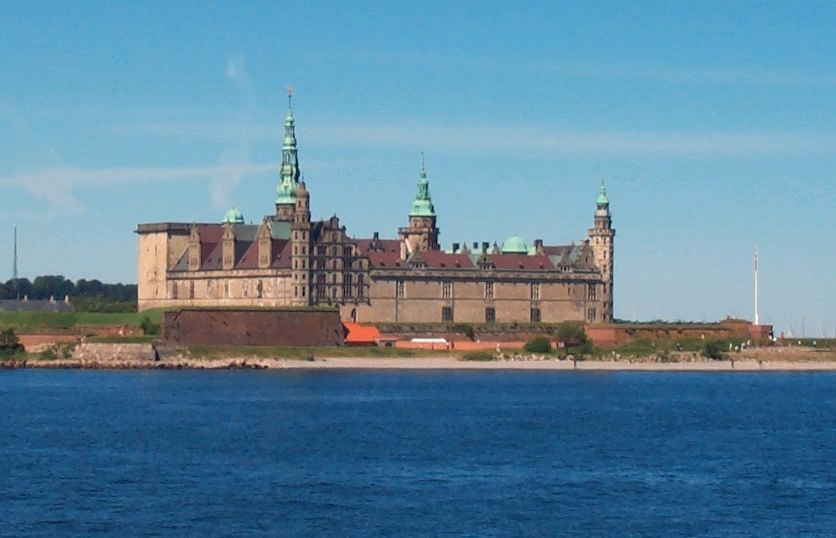
Castelo de Kronborg.

De 1739 até meados do século XIX, Kronborg foi usado como uma prisão para escravos. Os internos eram guardados pelos soldados alojados no castelo. Os escravos eram condenados do sexo masculino que tinham sido sentenciados ao trabalho nas fortificações do castelo. Sendo divididos em duas categorias: aqueles com sentenças menores foram categorizados como "honestos" e permitidos a trabalhar fora das paredes do castelo; e aqueles sentenciados por violência, assassinato, incêndio premeditado e semelhantes, foram categorizados como "desonestos" e tiveram que cumprir a sentença inteira fazendo trabalhos físicos pesados dentro das muralhas do castelo. Se não, serviram a seu tempo sob as mesmas circunstâncias: todos tiveram que usar correntes e gastar noites em calabouços frios e húmidos.
A importância de Kronborg enquanto castelo real diminuiu, as forças armadas vieram a ter um papel maior. De 1785 a 1922, o castelo estava completamente sob a administração militar. Durante este período, inúmeras renovações foram terminadas.
Kronborg é também conhecido por muitos como Elsinor, o palco para muitas representações de Hamlet, famosa tragédia de William Shakespeare. Hamlet foi representado no castelo pela primeira vez para marcar o 200° aniversário da morte de Shakespeare, com o elenco consistindo de soldados da guarnição do castelo. O palco estava na torre de telégrafo no canto sudoeste do castelo. Desde então a peça foi executado diversas vezes no pátio e em vários locais da fortificação.
Kronborg abriga uma estátua de Ogier o Dinamarquês (Holger Danske), que, de acordo com a lenda, descansa aí até o dia em que a Dinamarca estiver em grande perigo, tempo no qual ele ira levantar-se e salvar a nação.
O castelo foi cenário para o calendário de natal de TV, Jul på Kronborg, o qual apresentava tanto Hamlet como Ogier o Dinamarquês como Cristiano IV.